# بایهان گورهان
بایهان گورهان (انگلیسی: Bayhan Gürhan؛ زادهٔ ۱۴ مارس ۱۹۸۰) موسیقی‌دان، و خواننده اهل ترکیه است.